# Mogotes, Hidalgo
Mogotes är en ort i Mexiko.   Den ligger i kommunen Tizayuca och delstaten Hidalgo, i den sydöstra delen av landet, 50 km norr om huvudstaden Mexico City. Mogotes ligger 2 326 meter över havet och antalet invånare är 289.
Terrängen runt Mogotes är en högslätt. Runt Mogotes är det ganska tätbefolkat, med 134 invånare per kvadratkilometer. Närmaste större samhälle är Tizayuca, 7,6 km väster om Mogotes. Trakten runt Mogotes består i huvudsak av gräsmarker.